# Ротондо
Ротондо (фр. Lac du Rotondo, фр. Lac de Bettaniella, корс. Lavu à a Vetta Niella) — озеро во Франции, на острове Корсика.

## География

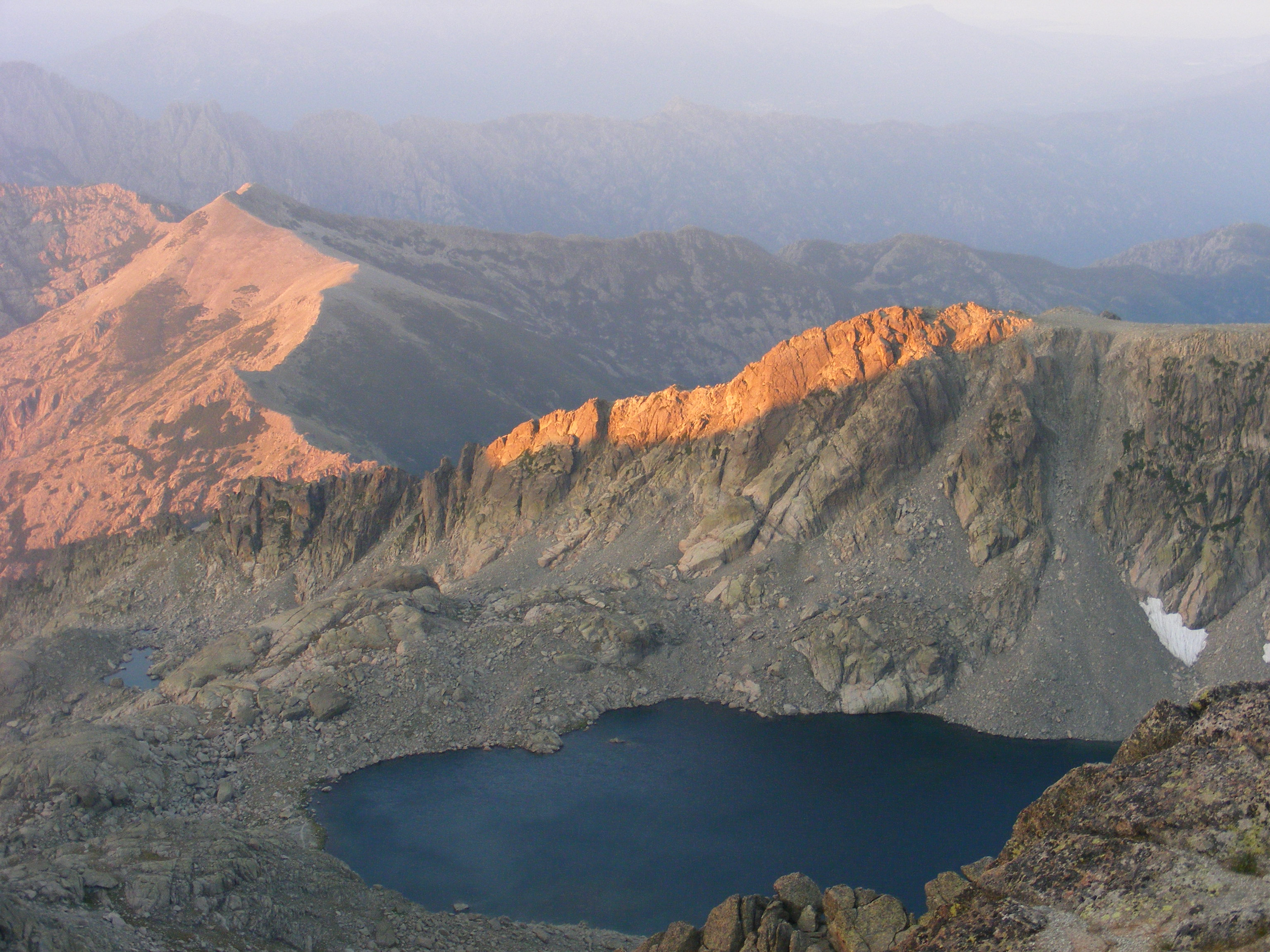
Озеро Ротондо утром с вершины Монте-Ротондо

Озеро Ротондо ледникового происхождения. Находится в центральной части острова в горном массиве Ротондо. Расположено на высоте 2321 м над уровнем моря, его площадь около 0,075 км². Максимальная глубина составляет 35 метров. Замерзает на 7 месяцев в году. Ротондо является крупнейшим озером природного происхождения на Корсике (425 метров в длину и 225 метров в ширину).

## Топонимия
Гидроним Rotondo связан с оронимом Rotondo.
Гидроним Bettaniella происходит от названия «Lavu Bellebone» на картах Национального географического института Франции, названо в честь овчарни «Belle e Buone», расположенной на склоне к югу от Punta alle Porte.
Название на корсиканском языке корс. lavu à a Vetta Niella относится к Vetta Niella, буквально «чёрный гребень», обозначающий хребет, возвышающийся над юго-западным берегом озера и отличающийся тёмными оттенками скал[проверить перевод].